# ...Nor the Battle to the Strong
"...Nor the Battle to the Strong" és el quart episodi de la cinquena temporada de la sèrie de televisió de ciència-ficció estatunidenca Star Trek: Deep Space Nine, el 102è de tota la sèrie. Originalment es van emetre en redifusió a partir del 21 d'octubre de 1996. L'episodi va ser dirigit per Kim Friedman i escrit per René Echevarria.
Ambientada al segle XXIV, la sèrie segueix les aventures a Espai Profund 9, una estació espacial situada prop d'un forat de cuc estable entre els Quadrants Alfa i Gamma de la Via Làctia, prop del planeta Bajor, mentre els bajorans es recuperen d'una brutal ocupació de dècades pels imperialistes cardassians. El Quadrant Gamma acull un imperi hostil conegut com el Domini, governat pels Fundadors que canvien de forma. A les temporades mitjanes de la sèrie, la Federació està amenaçada tant per l'Imperi Klíngon com pel Domini. En aquest episodi, el periodista en potència Jake Sisko (Cirroc Lofton) es troba ajudant en un hospital de campanya d'emergències en una colònia de la Federació sota atac klingon.
Aquest episodi va aconseguir una qualificació Nielsen de 5 punts, que correspon a uns 4,9 milions d'espectadors quan es va emetre per televisió l'octubre de 1996.

## Argument
Jake Sisko torna d'una conferència mèdica amb el Dr. Julian Bashir. Tot i que en Jake tenia la intenció d'escriure un article sobre en Bashir, no troba res d'interessant en la descripció que aquest fa de la conferència. Reben una trucada de socors d'una colònia de la Federació que acaba de ser atacada pels klíngons, cosa que viola un acord d'alto el foc. Veient el potencial d'una història captivadora, en Jake persuadeix en Bashir perquè se l'emporti amb ells.
En Jake té problemes per gestionar la caòtica situació d'urgències a l'hospital, sobretot el triatge. Un dels pacients, un soldat de la Flota Estel·lar, afirma que els klíngons li van disparar al peu, però en Bashir descobreix que la ferida va ser autoinfligida, amb la intenció de treure'l dels combats. En Jake està disgustat per la covardia de l'home.
Tothom espera que els klíngons envaeixin l'assentament en qüestió de dies si no arriben reforços. A Espai Profund 9, el pare d'en Jake, el capità Benjamin Sisko, pren el comandament de la nau estel·lar Defiant per anar a ajudar la colònia després que la nau destinada a lliurar aquestes tropes sigui destruïda durant el trànsit.
Quan es talla la llum a causa d'un atac klíngon, Jake i Bashir intenten recuperar un generador portàtil del seu runabout. Els dos cauen sota foc enemic, i un Jake aterrit abandona Bashir i corre a buscar refugi. Es troba amb un soldat de la Flota Estel·lar ferit de mort i intenta desesperadament ajudar-lo, però l'home moribund acusa Jake d'intentar simplement expiar la seva covardia. Quan Jake torna a l'hospital,  Bashir ja ha tornat amb el generador, però ha patit ferides a causa dels combats. Jake afirma que es va desorientar i va quedar inconscient, i Bashir es culpa a si mateix per haver posat en perill Jake. Jake parla amb el soldat que es va ferir, i els dos es compadeixen pel terror de la batalla. Té un esclat de ràbia per la calma i l'humor negre exhibits pel personal, però es nega a dir-li a Bashir què el preocupa.
Els klíngons assalten l'hospital, obligant el personal a evacuar els pacients. Immobilitzat pel foc dels disruptors, Jake recull un rifle faser que ha caigut i dispara a cegues a l'aire. Els seus trets provoquen un esfondrament que el deixa inconscient; quan es desperta, el seu pare i Bashir són al seu costat. Només ha patit uns quants blaus, i l'esfondrament ha retardat els klíngons prou temps perquè tots els pacients puguin ser evacuats amb seguretat. Els klíngons s'han retirat de la zona i s'ha restablert l'alto el foc.
Tot i que en Jake és considerat un heroi per les seves accions, escriu la veritat al seu article, concloent que la línia entre el coratge i la covardia és molt més fina del que creia originalment. Dóna una còpia a Bashir i una altra al seu pare, que li diu a en Jake com n’està d’orgullós.

## Actors convidats
- Andrew Kavovit - Kirby
- Karen Austin - Kalandra
- Mark Holton - Bolià
- Lisa Lord - Infermera
- Jeb Brown - Alferes
- Danny Goldring - Burke

## Títol
El títol prové d'una línia de la Bíblia, Eclesiastès 9:11, que diu "He vist una altra cosa sota el sol: la cursa no és per als ràpids ni la batalla per als forts, ... sinó que el temps i l'atzar els afecten a tots".

## Recepció
Tor.com va donar a l'episodi un 8 sobre 10.
El 2015, Geek.com va recomanar aquest episodi per a la seva guia abreujada de marató de sèries Star Trek: Deep Space Nine.